# 1958年オーストラリア選手権 (テニス)
1958年 オーストラリア選手権（1958ねんオーストラリアせんしゅけん、1958 Australian Championships）に関する記事。オーストラリア・シドニー市内にある「ホワイトシティ・テニスクラブ」にて開催。

## 大会の流れ
- 男子シングルス・女子シングルスとも「32名」の選手による5回戦制で行われた。シード選手は男子12名、女子8名。男女とも「1回戦不戦勝」（抽選表では“Bye”と表示）はない。

## シード選手

### 男子シングルス
1. マルコム・アンダーソン　（準優勝）
2. バリー・マッケイ　（2回戦）
3. アシュレー・クーパー　（優勝、大会2連覇）
4. ロン・ホルンバーグ　（1回戦）
5. ニール・フレーザー　（ベスト4）
6. マイク・グリーン　（ベスト8）
7. メルビン・ローズ　（ベスト4）
8. トレバー・ファンカット　（ベスト8）
9. ロイ・エマーソン　（ベスト8）
10. ロバート・ハウ　（ベスト8）
11. ロッド・レーバー　（2回戦）
12. ロバート・マーク　（2回戦）

### 女子シングルス
1. アンジェラ・モーティマー　（初優勝）
2. ロレイン・コグラン　（準優勝）
3. メアリー・カーター　（ベスト4）
4. メアリー・ベヴィス・ホートン　（ベスト8）
5. ダフネ・ファンカット　（1回戦）
6. モーリーン・マッカルマン　（2回戦）
7. テルマ・コイン・ロング　（2回戦）
8. フェイ・ミュラー　（ベスト8）

## 大会経過

### 男子シングルス
準々決勝
- マルコム・アンダーソン vs.  トレバー・ファンカット　6-3, 6-4, 5-7, 12-10
- メルビン・ローズ vs.  ロバート・ハウ　3-6, 4-6, 6-1, 8-6, 6-0
- ニール・フレーザー vs.  ロイ・エマーソン　4-6, 6-1, 6-4, 6-3
- アシュレー・クーパー vs.  マイク・グリーン　6-1, 6-2, 4-6, 5-7, 6-2

準決勝
- マルコム・アンダーソン vs.  メルビン・ローズ　6-2, 5-7, 6-4, 19-17
- アシュレー・クーパー vs.  ニール・フレーザー　6-3, 3-6, 10-8, 6-3

### 女子シングルス
準々決勝
- アンジェラ・モーティマー vs.  フェイ・ミュラー　6-1, 6-2
- ベティ・ホルスタイン vs.  メアリー・ベヴィス・ホートン　7-5, 6-8, 6-4
- メアリー・カーター vs.  バーサ・ジョーンズ　8-6, 6-1
- ロレイン・コグラン vs.  マーガレット・レイソン　6-3, 6-1

準決勝
- アンジェラ・モーティマー vs.  ベティ・ホルスタイン　6-2, 6-1
- ロレイン・コグラン vs.  メアリー・カーター　6-1, 6-1

## 決勝戦の結果
- 男子シングルス： アシュレー・クーパー vs.  マルコム・アンダーソン　7-5, 6-3, 6-4
- 女子シングルス： アンジェラ・モーティマー vs.  ロレイン・コグラン　6-3, 6-4
- 男子ダブルス： アシュレー・クーパー＆ ニール・フレーザー vs.  ロイ・エマーソン＆ ロバート・マーク　7-5, 6-8, 3-6, 6-3, 7-5
- 女子ダブルス： テルマ・コイン・ロング＆ メアリー・ベヴィス・ホートン vs.  ロレイン・コグラン＆ アンジェラ・モーティマー　7-5, 6-8, 6-2
- 混合ダブルス： ロバート・ハウ＆ メアリー・ベヴィス・ホートン vs.  ピーター・ニューマン＆ アンジェラ・モーティマー　9-11, 6-1, 6-2